# Raczky (przystanek kolejowy)
Raczky (ukr. Рачки) – przystanek kolejowy w miejscowości Raczky, w rejonie żytomierskim, w obwodzie żytomierskim, na Ukrainie. Położony jest na linii Koziatyn – Berdyczów – Szepetówka.